# Junonia ida
Junonia ida är en fjärilsart som beskrevs av Pieter Cramer 1776. Junonia ida ingår i släktet Junonia och familjen praktfjärilar. Inga underarter finns listade i Catalogue of Life.